# Universalità patrimoniale
L'universalità patrimoniale è una nozione giuridica, sulla cui definizione non c'è uniformità in dottrina. In prima istanza indica gli insiemi di beni e, o diritti che hanno un collegamento funzionale, o naturale o organizzato, che possono essere oggetto di un trattamento giuridico unitario, ma composti da beni (materiali o immateriali) che possono essere oggetto di diritti distinti.
In sostanza un corpus ex distantibus, diverso dalla "cosa composta":  "corpus ex cohaerentibus" formata dall'unione di più cose che formano un unicum, una cosa unitaria, per esempio l'automobile. Si distingue tra unità di fatto, le universalità di beni mobili e di diritto. Sono universalità di diritto l'azienda intesa anche come azienda pubblica, per esempio l'azienda afferente ad un ente pubblico come un comune e l'eredità.